# Shadow-boxing

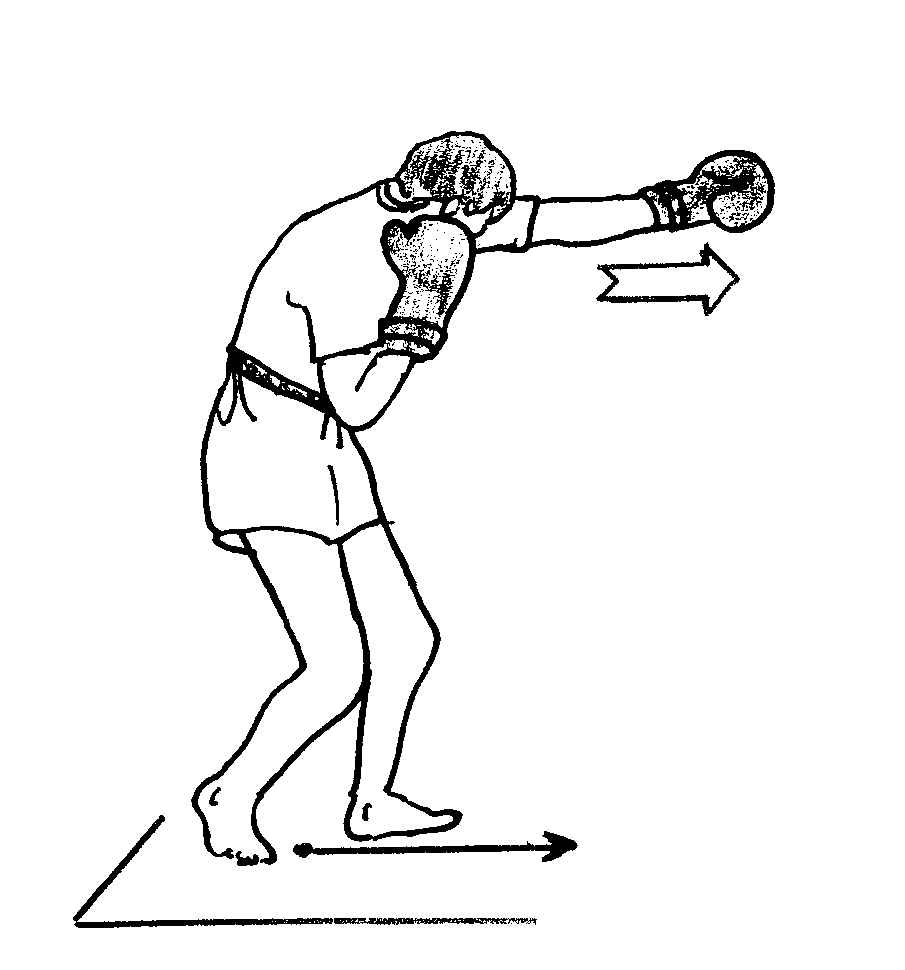
Boxe dans le vide

Le shadow-boxing (anglicisme, littéralement « boxe de l’ombre ») est une méthode d'entraînement des arts martiaux et sports de combat, qui consiste à « boxer dans le vide » (ou face à un miroir) en imaginant un adversaire. Cet exercice permet de travailler individuellement des éléments techniques (enchaînements, routines, schémas tactiques, etc.) et également de s’auto-corriger à l’aide d’un miroir.

## Sources
- Georges Blanchet, Boxe et sports de combat en éducation physique, Ed. Chiron, Paris, 1947
- Alain Delmas, 1. Lexique de la boxe et des autres boxes (Document fédéral de formation d’entraîneur), Aix-en-Provence, 1981-2005 – 2. Lexique de combatique (Document fédéral de formation d’entraîneur), Toulouse, 1975-1980.
- Jack Dempsey, Championship fighting, Ed. Jack Cuddy, 1950
- Louis Lerda, J.C. Casteyre, Sachons boxer, Ed. Vigot, Paris, 1944